# زينايدا لونينا
زينايدا إيغاراونا لونينا (بالبيلاروسية: Зінаіда Ігараўна Луніна) هي لاعبة جمباز فني بيلاروسية ولدت في يوم 18 أبريل 1989 في مدينة منسك في بيلاروسيا. أبرز انجازاتها هو فوزها بالميدالية البرونزية في دورة الألعاب الأولمبية الصيفية 2008 في بكين. كما فازت بميداليتين برونزيتين في بطولة العالم 2005 في باكو. وفازت بخمسة ميداليات في بطولات أوروبا منها ثلاثة ميداليات فضية وميداليتين برونزيتين.